# USA:s folkräkning 1870
USA:s folkräkning 1870 (engelska: 1870 United States census) var den nionde folkräkningen i USA:s historia. Folkräkningen registrerade 38 925 598 invånare.